# Большой Самовец (река)
Большо́й Самове́ц — река в Тамбовской и Липецкой областях. Левый приток реки Самовец.

## География
Река Большой Самовец берёт начало у деревни Павловка Петровского района Тамбовской области. Течёт на юго-восток по открытой местности, пересекает границу Липецкой области. В Липецкой области протекает по территории Грязинского района. Впадает в реку Самовец, в 5 км от его устья, на северной окраине села Большой Самовец. Длина реки составляет 23 км.
Через реку в 1978 году переброшен автомобильный мост по магистрали Орёл — Тамбов (Липецкая кольцевая автодорога).
Левый берег от границы областей за посёлок Песковатский занят садовыми участками.

## Данные водного реестра
По данным государственного водного реестра России относится к Донскому бассейновому округу, водохозяйственный участок реки — Матыра, речной подбассейн реки — бассейны притоков Дона до впадения Хопра. Речной бассейн реки — Дон (российская часть бассейна).